# Arnold Frederik Holleman
Arnold Frederik Holleman (Oisterwijk, 28 augustus 1859 - Bloemendaal, 11 augustus 1953) was een Nederlands scheikundige. Hij was hoogleraar in de scheikunde aan de Rijksuniversiteit Groningen en de Universiteit van Amsterdam. 

## Biografie
Arnold Frederik Holleman werd geboren op 28 augustus 1859 in Oisterwijk als zoon van de garancinefabrikant Frederik Arnold Holleman en Wilhelmina Jacoba van Hoven. Hij was tijdens zijn jeugd geregeld aanwezig in het laboratorium horende bij de fabriek van zijn vader. Holleman volgde onderwijs aan de rijkshogereburgerschool in Den Bosch. In 1879 begon hij aan een studie chemie aan de Universiteit Leiden. Om toegelaten te worden, diende hij wel een aantal aanvullende examens in de klassieke talen af te leggen. Hij behaald in 1883 het kandidaatsexamen. Vervolgens promoveerde hij in 1887 onder Antoine Paul Nicolas Franchimont op het proefschrift Onderzoekingen over het zoogenaamde B-nitrocymol. Daarna werkte hij voor enige tijd als assistent van Adolf von Baeyer in diens laboratorium in München en daarna in Amsterdam als assistent van Jacobus van 't Hoff. Zijn benoeming tot directeur van het Rijkslandbouwproefstation te Groningen volgde in 1889.
In 1893 werd hij benoemd tot hoogleraar anorganische en organische scheikunde aan de Rijksuniversiteit Groningen, waarmee hij Rudolf Sicco Tjaden Modderman opvolgde. Datzelfde jaar aanvaardde hij het ambt met de rede Twee richtingen der scheikunde met elkander vergeleken. Tijdens dit hoogleraarschap verrichtte hij vooral onderzoek naar substitutiereacties in aromatische verbindingen. In 1896 werd zijn werk Leerboek der Organische Chemie uitgegeven en twee jaar later volgde het werk Leerboek der Anorganische Chemie. Datzelfde jaar werd tevens het practicumhandboek Practisch-chemische oefeningen uitgebracht.
In 1903 werd hij benoemd tot lid van de Koninklijke Nederlandse Akademie van Wetenschappen. In 1905 werd hij hoogleraar in de chemie aan de  Universiteit van Amsterdam. Hij volgde daar de overleden hoogleraar organische chemie Cornelis Adriaan Lobry van Troostenburg de Bruyn op en aanvaardde het ambt met de rede Over de beteekenis der physisch-chemische methoden voor de organische chemie. Het jaar erna werd het practicumhandboek Praktische oefeningen in de organische chemie uitgebracht.
De resultaten van zijn Groningse onderzoek werden in 1910 uitgegeven onder de titel Die direkte Einführung von Substituenten in den Benzolkern. Beitrag zur Lösung des Substitutionsproblems in aromatischen Verbindungen. In 1914 ontving hij een eredoctoraat van de Universiteit van St Andrews. Ook heeft hij een eredoctoraat van de Universiteit van Leeds. In 1924 ging hij met emeritaat. Na zijn emeritaat was hij niet meer actief als wetenschappelijk onderzoeker. Wel werd hij voorzitter van de commissie voor de organisch-chemische nomenclatuur en was hij van 1928 tot en met 1939 secretaris van de Hollandsche Maatschappij der Wetenschappen. Het jaar dat hij afzwaaide werd hij tot erelid benoemd. In 1925 werd hij benoemd tot erelid van de Nederlandse Chemische Vereniging.
Hij kwam op 11 augustus 1953 in Bloemendaal te overlijden.

## Hollemanprijs
Van 1959 tot en met 2005 werd de Hollemanprijs uitgegeven door Koninklijke Nederlandse Akademie van Wetenschappen. De prijs werd iedere vijf jaar uitgereikt aan een Nederlander die onderzoek het verricht op het gebied van chemie. 
| Jaar | Prijswinnaar                     |
| ---- | -------------------------------- |
| 2005 | Piet van Leeuwen                 |
| 2000 | Binne Zwanenburg                 |
| 1994 | Willem Nico Speckamp             |
| 1989 | Albert Johan Pennings            |
| 1984 | Rob Kaptein                      |
| 1979 | Menno Stefan de Groot            |
| 1974 | Thymen Jan de Boer               |
| 1969 | Gerrit Johann Meine van der Kerk |
| 1964 | Herman Johannes den Hertog       |
| 1959 | Josef Ferdinand Arens            |